# Timarcha balearica
Timarcha balearica là một loài bọ cánh cứng trong họ Chrysomelidae. Loài này được Gory miêu tả khoa học năm 1829.